# Kelsang Chukie Tethong
(Kelsang) Chukie Tethong (nabij Mustang, november 1957) is een Tibetaans-Nepalese zangeres en actrice.

## Jeugd en opleiding
Chukie Tethong stamt uit een muzikale familie en op haar achtste ging ze samen met haar zus Namgyal Lhamo naar het Tibetaans Instituut voor Podiumkunsten in McLeod Ganj bij Dharamsala in India. Hier studeerde ze elf jaar en ze specialiseerde zich als solo-zangeres.
In 1974 verliet ze het instituut en leidde ze gedurende zes jaar een restaurant, waarna ze naar Nederland vertrok en ze gedurende drie jaar een restaurant runde. Later, in 1999 opende ze een pension met restaurant in McLeod Ganj.

## Muziekcarrière
Door haar blijvende interesse voor Tibetaanse muziek, begon ze deze begin jaren 90 opnieuw te studeren, waarbij ze haar eerste optreden in Nederland had in 1996.
Daarna volgden meerdere concerten in zowel Europa als de Verenigde Staten. Verder trad ze in de formatie Gang Chenpa op tijdens de Tibetan Freedom Concerts in achtereenvolgens New York (1997), Washington (1998) en Amsterdam (1999). Met deze groep bracht ze haar eerste album Voices from Tibet uit in 2000.
Verder trad ze daarna verschillende malen op als solozangeres tijdens ceremoniële en herdenkingsvieringen in Dharamsala en West-Bengalen. Verder trad ze op in onder meer Udine, Vancouver, New Delhi, Dehradun, Jaipur, Tokio en Taipei. In de laatste stad nam ze haar eerste soloalbum Voices from Tara op.
Ze richt zich vooral op de 17e-eeuwse Tibetaanse muziekstijl toeshey en nomadenliederen uit Oost- en Noordoost-Tibet die lu wordt genoemd. Ook zingt ze folkmuziek uit verschillende delen van Tibet.

## Film
In de film Seven Years in Tibet uit 1997 is haar stem op de achtergrond te horen in de filmmuziek, samen met haar zus Namgyal Lhamo en Tobden Gyaltso die in deze periode de basis legden voor hun muziekformatie Gang Chenpa. Over deze muziekgroep regisseerde Jan van den Berg in 2001 de documentaire Seven Dreams of Tibet.
In 2006 maakte ze als actrice haar filmdebuut in de film Milarepa, waar ze de rol van Kargyen, de moeder van de jonge Milarepa speelt.

## Discografie
- Voices from Tibet, met Gang Chenpa, Papyros/Music & Words, 2000
- Voices from Tara, 2002
- Where the Heart Blossoms, 2004
- Songs From The Forgotten, 2005
- Songs of Milarepa, 2006